# Area 43 di Brodmann
L'area 43 di Brodmann, o area subcentrale, è una regione citologica della corteccia cerebrale. Fa parte, insieme alle aree 1, 2 e 3, della regione postcentrale del cervello. La struttura istologica di quest'area fu descritta per prima da Korbinian Brodmann, ma non fu classificata nella sua mappa delle aree della corteccia.

## Posizione
Nell'area inferiore subcentrale umana 43, una sotto-area della citoarchitettura, è situata nella regione postcentrale della corteccia cerebrale. Occupa la circonvoluzione postcentrale, che si trova tra l'estremo ventrolaterale del solco centrale e la profondità del solco laterale, nell'insula. I suoi confini rostrale e caudale sono delimitati rispettivamente dal solco subcentrale anteriore e solco subcentrale posteriore. Citoarchitettonicamente, è delimitata rostralmente, dall'area frontale agranulare 6, e caudalmente, per la maggior parte, dalla zona postcentrale caudale 2 e la zona sopramarginale 40.

## Funzione
Una delle funzioni è simile alla "zona corticale gustativa".
Inoltre, l'area di Brodmann 43 è risultata essere funzionalmente attiva nel differenziare i ruoli della regione cerebrale frontale sinistra e destra durante l'analisi semantica. L'area 43 ha mostrato un maggiore incremento dell'attivazione funzionale da fMRI quando ai partecipanti allo studio è stato chiesto di completare l'attività che prevedeva la selezione di una risposta verbale da molte risposte possibili, piuttosto che quella che prevedeva la scelta di una risposta verbale da poche risposte possibili.

## Nelle scimmie inferiori
Brodmann inizialmente credeva che non esistesse un'area 43 distinta nella mappa della scimmia inferiore da lui studiata, il Guénon. Tuttavia, lo studio di Theodor Mauss sulla mieloarchitettura della regione ha stabilito che le scimmie sono in possesso di una zona strutturalmente distinta corrispondente all'area subcentrale umana. È stata considerata citoarchitettonicamente omologa all'area 30 di Mauss nel 1908. Tuttavia, la ricerca di Cécile e Oskar Vogt non ha trovato un'area architettonica distinta della posizione corrispondente nel Guenon.